# OK Boomer
OK Boomer és un mem popular nascut d'un mem d'Internet, el qual va guanyar popularitat entre les generacions més joves al llarg de 2019. És utilitzat per descartar o burlar-se de les actituds estereotipades atribuïdes a la generació baby boom.

## Origen
"OK Boomer" es va popularitzar com una reacció a un vídeo d'un home gran no identificat, en el qual va declarar que "els millennials i la Generació Z tenen la síndrome de Peter Pan, mai volen créixer; pensen que els ideals utòpics que tenen en la seva joventut es traduiran d'alguna manera en l'edat adulta". El vídeo va inspirar la frase "OK Boomer" com a represàlia i crítica contra els ideals de les generacions passades que han modelat la política, l'economia i el medi ambient amb tanta força. Es creu que el terme es va usar l'abril de 2018, però va començar a fer-se popular a partir de gener de 2019. El terme va guanyar popularitat en els mitjans a principis de novembre de 2019 quan es van publicar articles sobre la frase.

## Ús
La frase "OK Boomer" és una rèplica pejorativa utilitzada per descartar o burlar-se de les actituds de ment estreta, antiquades, negatives o condescendents de les persones grans, en particular els baby boomers. El terme s'ha utilitzat com una rèplica per a la resistència percebuda al canvi tecnològic, la negació del canvi climàtic, la marginació o exaltació de les minories o l'oposició als ideals de les generacions més joves. En resum, les persones que no els agrada acceptar crítiques ni contrastar les seves idees; encara que actualment hi ha una perspectiva que molts d'aquests grups s'han tornat els nous conservadors el que ha generat una divisió entre els joves de la generació Z pel que aquesta frase (ok boomer) és molt sovint usada per molts joves quan es veuen sense arguments davant una discussió contra un altre jove amb idees contràries per fugir de la discussió.

## Registre de la frase
El 19 de novembre de 2019 es va confirmar que Fox Broadcasting Company havia adquirit el terme per suposadament realitzar un programa de televisió. A més una persona va adquirir el domini "Okboomer.com" demanant 100.000 $ per ell. De moment ningú s'ha interessat per comprar el domini.